# Chaetocnema philippina
Chaetocnema philippina es un coleóptero de la familia Chrysomelidae. Fue descrita científicamente en 1996 por Medvedev.